# Dumi
Pour le sigle DUMI, voir Diplôme universitaire de musicien intervenant.
Le dumi est une langue tibéto-birmane parlée dans le Népal oriental.

## Répartition géographique
Le dumi est parlé dans les collines du nord du district de Khotang, rattaché à la zone de Sagarmatha.

## Classification interne
Le dumi est une des langues kiranti, un sous-groupe des langues himalayennes de la famille tibéto-birmane. 

## Sources
- (en) George van Driem, A grammar of Dumi, De Gruyter, 1993 (ISBN 978-3-11-088091-5)
- (en) Netra Mani Rai, « Subordination in Dumi », Nepalese Linguistics, vol. 28,‎ 2013, p. 139–147 (lire en ligne)
- (en) Netra Mani Rai, A grammar of Dumi, Tribhuvan University, 2016 (lire en ligne)